# Monognathus jesse
Monognathus jesse är en fiskart som beskrevs av Raju, 1974. Monognathus jesse ingår i släktet Monognathus och familjen Monognathidae. Inga underarter finns listade i Catalogue of Life.